# Кросненски окръг (Любушко войводство)
Кросненски окръг (на полски: Powiat krośnieński) е окръг в Западна Полша, Любушко войводство. Заема площ от 1391,25 км2. Административен център е град Кросно Одренско.

## География
Окръгът обхваща територии от историческите области Долна Силезия и Лужица. Разположен е в западната част на войводството.

## Население
Населението на окръга възлиза на 56 925 души (2012 г.). Гъстотата е 41 души/км2.

## Административно деление
Административно окръгът е разделен на 7 общини.
Градска община:
- Губин

Градско-селски общини:
- Община Кросно Одренско

Селски общини:
- Община Битница
- Община Бобровице
- Община Губин
- Община Домбе
- Община Машево

## Фотогалерия
- Губин
- Кросно Одренско